# Língua arigidi
Arigidi ou acocô (akoko), também chamada acocô setentrional, é uma língua falada na Nigéria. Pertence ao grupo das línguas defoides da subfamília Volta-níger e família atlântico-congolesa das línguas nigero-congolesas. Se subdivide em vários dialetos: afa, ajê, arigidi, erussu, essê, igassi, ogê, ojô, oim, udó e uró.